# Erdmann Hartig
Erdmann Georg Hartig (* 10. September 1857 in Winsen (Luhe); † 15. September 1925 in Starnberg) war ein deutscher Architekt, Gewerbeschulrat und Professor sowie Architekturschriftsteller.

## Leben
Erdmann Hartig wurde ebenso wie sein gleichaltriger Jugendfreund Hugo Haase, der spätere Karussellbauer, 1857 in Winsen an der Luhe geboren.
Später übernahm Erdmann Hartig in Barmen die Leitung der im Jahr 1894 gegründeten Kunstgewerbeschule Barmen, die heute Teil der Bergischen Universität Wuppertal ist. Im September 1902 wurde er von Barmen als Direktor an die königliche Baugewerkschule Aachen berufen, wo er mindestens bis 1918 tätig war.

## Werke (Auswahl)
Bauten

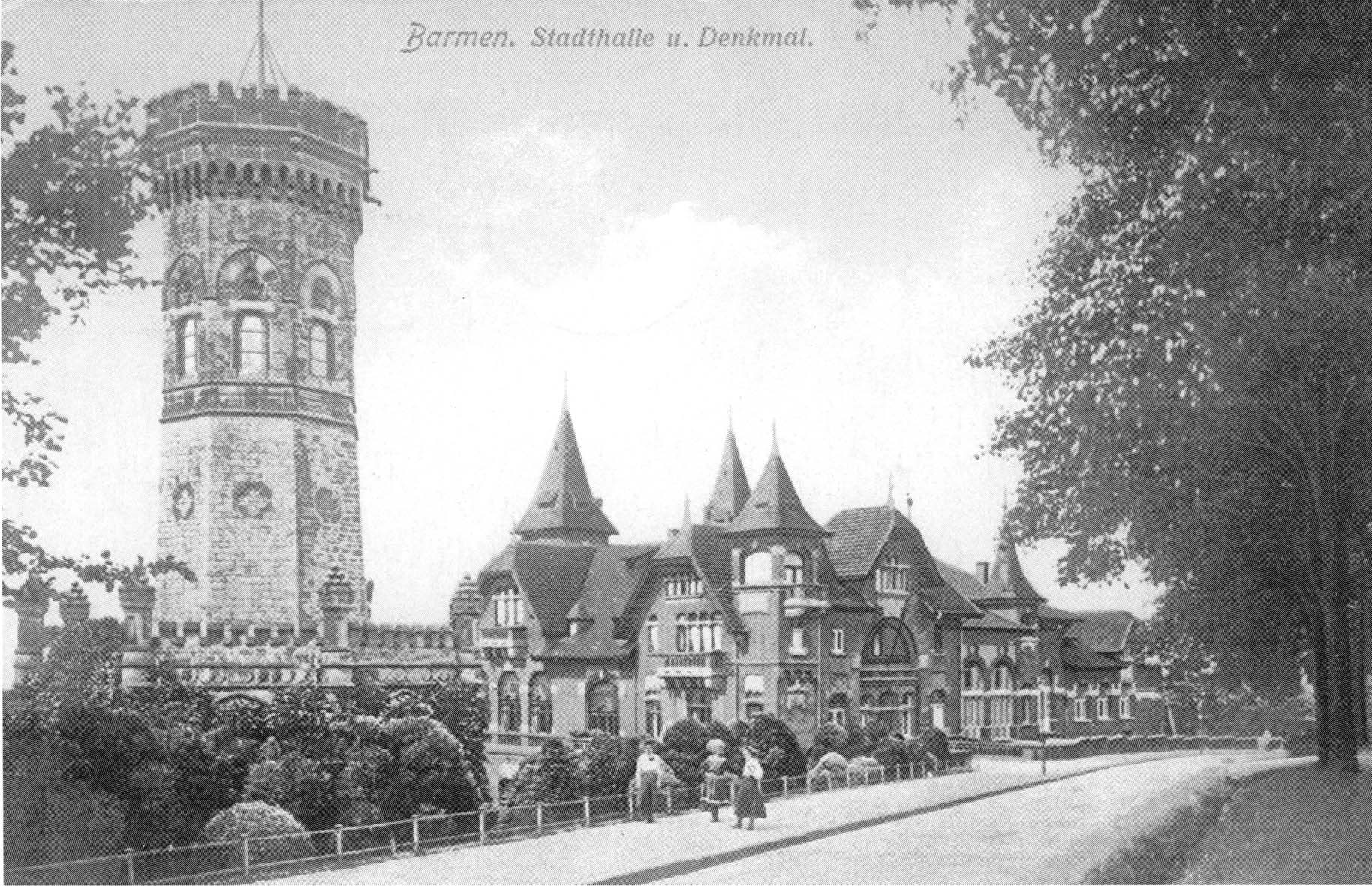
„Barmen. Stadhalle mit Kriegerdenkmal“;
Ansichtskarte im Lichtdruck, um 1900

- 1897–1900: Ruhmeshalle Barmen, heute Haus der Jugend Wuppertal[3]
- 1895–1897: Stadthalle Barmen[3]
- Entwurf des Heilstättengebäudes Oderberg in St. Andreasberg im Harz im Auftrag der Landesversicherungsanstalt der Hansestädte[3]
- 1908–1910: Villa Haase,[5] im Volksmund auch Villa Groschenburg genannt,[2] Spinozastraße 9 in Hannover, Hannover-Kleefeld, denkmalgeschützt[5]

Publikationen
- Flandrische Wohnhaus-Architektur. Mit Unterstützung der Königlich Preussischen Staatsregierung und des Kaiserlich Deutschen General-Gouvernements in Belgien, hrsg. u. bearbeitet von Erdmann Hartig. Mit einem Vorwort von Paul Clemen, 96 Seiten mit 9 Doppeltafeln, Berlin: Wasmuth, 1916
- Skizzen bürgerlicher Wohnhäuser, Reihe 1, Blatt 1–50: Wohnhäuser für eine Familie, 2. unveränderte Auflage, Leipzig: E. A. Seemann, 1896
- Erziehung zur bürgerlichen Baukunst. Bausünden der Gegenwart, Ursachen und Abhilfe. Aachen: Verlag von M. Jacobis Nachfolger, 1906.